# Die Vereindeutigung der Welt
Die Vereindeutigung der Welt. Über den Verlust an Mehrdeutigkeit und Vielfalt ist ein kulturkritischer Essay des deutschen Arabisten und Islamwissenschaftlers Thomas Bauer. Er erschien 2018 in der Reihe Was bedeutet das alles? der Reclam Universal-Bibliothek. Thema des Buches ist der Rückgang von Mehrdeutigkeit und Ambiguitätstoleranz.

## Inhalt
Im Gegensatz zur verbreiteten Annahme von einer Pluralisierung der Lebewesen, Möglichkeiten und Möglichkeitsräume postuliert Bauer die Verringerungen von Vielfalt und Möglichkeiten. Die Zahl der Tier- und Pflanzenarten habe sich in den letzten Jahrzehnten deutlich reduziert, ähnliches sei bei den Sprachen zu beobachten: ein Drittel der Sprachen sei inzwischen vom Verschwinden bedroht. Historisch seien Widersprüchlichkeit, Widerspenstigkeit, Uneindeutigkeit in unterschiedlicher Intensität toleriert worden, dagegen habe sich gegenwärtig in der modernen Wissenschaft und auch in den Religionen der Wahrheitsanspruch durchgesetzt.
Beispielhaft stellt Bauer solche Veränderungen am Katholizismus dar. Erst durch das Unfehlbarkeitsdogma des Ersten Vatikanischen Konzils von 1870 sei Eindeutigkeit und Rigorosität durchgesetzt worden. Auch im Islam habe es bis in das 20. Jahrhundert hinein viel Ambiguität und Ambiguitätstoleranz gegeben. Inzwischen werde dagegen selbst einer Grundüberzeugung des Islam, dass Menschen „Gottes Wort“ unterschiedlich interpretieren könnten, von einigen Religionsführern rigoros widersprochen. In den christlichen Religionen wie auch im Islam wachse ein Fundamentalismus, der vorgebe, über die Wahrheit zu verfügen.
In Musik und Kunst zeige sich ebenfalls die Suche nach Eindeutigkeit, obwohl dies traditionell die Bereiche seien, um ambigue Räume zu öffnen. Den entsprechenden Kapitalabschnitt überschreibt Bauer mit „Kunst und Musik auf der Suche nach Bedeutungslosigkeit“. Schließlich beschäftigt sich Bauer mit „Vereinheitlichung durch Kästchenbildung“. So ergebe sich im Sexuellen durch die klare Benennung „sexueller Orientierungen“ eine Begrenzung der Möglichkeiten der konkreten Menschen. Dadurch  würden sich in Gesellschaften, in denen es zwar gleichgeschlechtlichen Sex und homoerotische Umgangsweisen gebe, aber keine fest gefasste Homosexualität, gesellschaftliche Entwicklungen ausgelöst, die neben Homosexualität auch Homophobie erzeugten. Bauer urteilt: „Der Versuch, Eindeutigkeit in einer uneindeutigen Welt wenigstens dadurch herzustellen, dass man die Vielfalt in der Welt möglichst präzise in Kästchen einsortiert, innerhalb derer größtmögliche Eindeutigkeit herrscht, ist eher dazu geeignet, Vielfalt zu verdrängen als sie zu fördern.“
Schließlich kritisiert Bauer das Verlangen nach möglichst starker Authentizität von Politikern. Die müsse notwendigerweise vor der Aushandlung von Kompromissen zurückstehen. Jede Demokratie sei auf ein relativ hohes Maß von Ambiguitätstoleranz angewiesen. Politische Entscheidungen seien nicht „alternativlos“.
Um die Vielfalt stehe es in Natur wie Kultur schlecht. „Nur die bunte Welt des Konsums versorgt uns noch mit einer Fassade der Vielfalt, der Fassade einer Scheinvielfalt allerdings, hinter der sich ein ewiggleiches Einerlei an billigen Sinnesreizen für raschen Augen-, Ohren- und Gaumenkonsum verbirgt.“

## Rezeption
2018 wurde Bauer für das Buch mit dem Tractatus-Preis für philosophische Essayistik des Philosophicum Lech ausgezeichnet. 2019 erschien eine Übersetzung ins Schwedische, 2020 eine ins Neugriechische. 2018 stand das Buch auf der Sachbuch-Bestenliste. In Deutschland wurde 2022 die 17. Auflage gedruckt.
Jens-Christian Rabe (Süddeutsche Zeitung) meint, keine hundert kleine Reclam-Seiten sei dieser Essay lang und doch habe Bauer „eines der großen Bücher zur Zeit“ geschrieben. Die Vereindeutigung der Welt sei ein so elegant analytisches wie beherzt eindeutiges Plädoyer für die Uneindeutigkeit und gegen die laufende Vernichtung der Vielfalt in Natur, Kunst, Religion und Politik.
Jochen Zenthöfer (Frankfurter Allgemeine Zeitung) beklagt Ungenauigkeiten der Analyse und insbesondere die Kapitalismuskritik Bauers und urteilt: „Dem Buch widerfährt leider, was es gleichzeitig beklagt: Es vereinfacht zu sehr. Doch mit dieser Kritik kann der Autor leben, wenn er keinen Anspruch auf Wahrheit, Reinheit und überzeitliche Gültigkeit geltend machen will.“
Für Beate Meierfrankenfeld (BR24) ist Die Vereindeutigung der Welt ein sehr lesenswerter Essay zur Gemütslage der Gegenwart, unterfüttert mit viel Geschichtsbewusstsein. Natürlich müsse man nicht alle Positionen des Buches teilen: „Dass ausgerechnet die Religion schon deshalb eine Übung in Ambiguität ist, weil sie mit Unerklärlichem kalkuliert, ist eine starke These. Auch das Kunstkapitel überzeugt nicht immer.“